# Aeroporti di Puglia
Aeroporti di Puglia S.p.A. o AdP, in precedenza denominata Società Esercizio Aeroporti di Puglia (S.E.A.P), è una società per azioni che gestisce i principali aeroporti civili della Puglia. Ha sede a Bari in Viale Enzo Ferrari, nel quartiere di Palese Macchie.

## Rete aeroportuale
1 Aeroporto di Bari-Palese
2 Aeroporto di Brindisi-Casale
3 Aeroporto di Foggia
4 Aeroporto di Taranto-Grottaglie
Aeroporti di Puglia gestisce la rete aeroportuale pugliese tramite una concessione di quarant’anni, che comprende i seguenti aeroporti:
- Aeroporto internazionale "Karol Wojtyła" di Bari;
- Aeroporto internazionale "Papola Casale" (o "aeroporto del Salento") di Brindisi;
- Aeroporto "Gino Lisa" di Foggia;
- Aeroporto "Marcello Arlotta" di Taranto-Grottaglie.

Quale gestore unico della rete aeroportuale regionale, la società ha dato grande impulso allo sviluppo delle infrastrutture, alla crescita dei collegamenti e del traffico, e al costante miglioramento degli standard di qualità dei servizi erogati.

## Storia
La Società Esercizio Aeroporti Puglia S.p.A. fu fondata nel 1984 e si occupava della gestione degli scali aeroportuali di Bari, Brindisi, Foggia e Grottaglie.
Dal 2006 la ragione sociale è Aeroporti di Puglia S.p.A.

## Composizione societaria
Attualmente al capitale sociale, pari ad Euro 25.822.845,00 e sottoscritto quasi totalmente dalla Regione Puglia, partecipano con quote minoritarie anche altri Enti territoriali ed economici.
| Ente                            | Quota     |
| Regione Puglia                  | 99,5978 % |
| Camera di Commercio di Taranto  | 0,3062 %  |
| Città Metropolitana di Bari     | 0,0440 %  |
| Comune di Bari                  | 0,0310 %  |
| Comune di Brindisi              | 0,0090 %  |
| Amm.ne Prov.le di Foggia        | 0,0070 %  |
| Camera di Commercio di Brindisi | 0,0030 %  |
| Amm.ne Prov.le di Brindisi      | 0,0020 %  |
| Totale                          | 100%      |

La maggiore quota azionaria è detenuta dalla Regione Puglia.